# Río Sado
El río Sado, antiguamente llamado también Sádão, es un río del suroeste de la península ibérica, de los más importantes de los que discurren exclusivamente por territorio portugués. Nace en la Sierra de Caldeirão, a 230 m de altitud, y recorre 180 km antes de desembocar mediante un amplio estuario, el estuario del Sado, en el océano Atlántico, junto a la ciudad de Setúbal.

## Curso
En su discurrir el Sado pasa por Alvalade  y por Alcácer do Sal. Es uno de los pocos ríos de la península ibérica que corre en dirección sur-norte, tal como el río Mira (Odemira, Alentejo).
El río Sado no tiene un gran caudal debido a varios factores, sobre todo dos: el clima más árido del Alentejo, donde tiene sus fuentes; y el pequeño desnivel entre las nacientes y la boca.
La cuenca del río Sado tiene una superficie de 7 640 km².

## Estuario

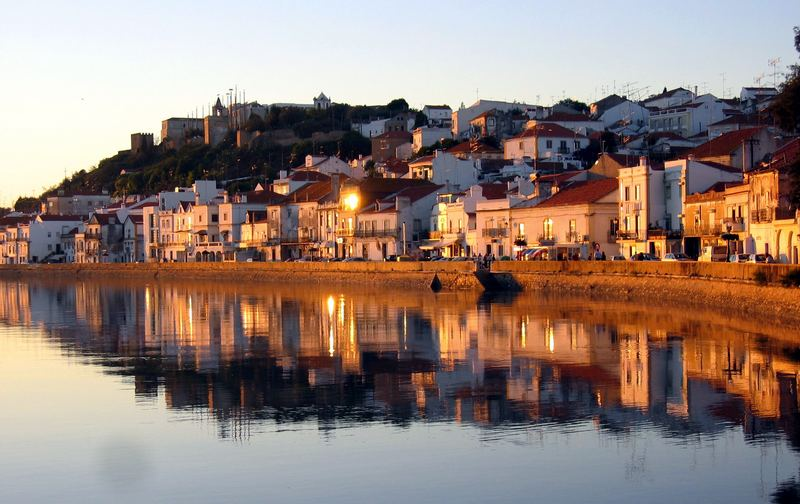
Vista del Sado en Alcácer do Sal

El estuario ocupa un área de aproximadamente 160 km², con una profundidad media de 8 metros y un máximo de 50 metros.  El flujo está principalmente determinado por la marea. El caudal medio anual del río es de 40 m³/s con una fuerte variabilidad estacional —que va desde valores diarios de menos de 1 m³/s en verano a más de 150 m³/s en invierno.
En el estuario del Sado habita una célebre población de delfines (delfín nariz de botella), que ha resistido a la invasión de su hábitat por el hombre (tráficos marítimo desde los astilleros de Mitrena al puerto de Setúbal, pesca y navegación de recreo, así como el transbordador de conexión entre ambas orillas del estuario). Los 31 ejemplares que habitan en el estuario son tan conocidos que todos tienen nombre (en 2007).

## Presas
A lo largo de su curso, y en los ríos de su cuenca, han sido construidas muchas presas:
- presa de Água Industrial
- presa de Águas Claras
- presas de Alvito y de Odivelas, en uno de sus afluentes, en el río Odivelas
- presa de Campilhas, en uno de sus afluentes
- presa de Daroeira
- presa de Fonte Serne
- presa de Monte da Rocha
- presa de Piélago del Altar, en uno de sus afluentes, la ribeira das Alcáçovas
- presa de Porches
- presa de Rejeitados
- presa de Roxo, en uno de sus afluentes, en la ribeira de Louriçais
- presa de Tapada
- presa del valle del Gaio, en uno de sus afluentes, en el río Xarrama

En muchos lugares las presas tienen como fin la irrigación, para el cultivo del arroz, el maíz y otras legumbres.

## Etimología
Según José Pedro Machado (Dicionário Onomástico e Etimológico da Língua Portuguesa) el origen del nombre del río Sado no está claro siendo posiblemente prerromano. Afirma que hasta el siglo XVIII el río se llamaba Sádão, forma que permanece aún hoy en algunos topónimos como São Romão do Sádão (Alcácer do Sal),  Santa Margarida do Sádão (Ferreira do Alentejo) y São Mamede do Sádão (Grândola). El paso de Sádão a Sado es similar al de Frangão a frango e de Fárão a Faro.

## Fuente
- Esta obra contiene una traducción  derivada de «Rio Sado» de Wikipedia en portugués, publicada por sus editores bajo la Licencia de documentación libre de GNU y la Licencia Creative Commons Atribución-CompartirIgual 4.0 Internacional.